# Maurice Quentin de La Tour
Maurice Quentin de La Tour (Saint-Quentin, 5 de septiembre de 1704-ibídem, 17 de febrero de 1788) fue un retratista rococó francés, que trabajó principalmente con la técnica de la pintura al pastel. Dentro de sus clientes más afamados se encuentran Voltaire, Jean-Jacques Rousseau, Luis XV y Madame de Pompadour.

## Biografía
Huyendo de la pobreza, Quentin La Tour llega a los quince años a París, donde realizó su aprendizaje con un grabador y, más tarde, con el pintor Jacques-Jean Spöede. Siguiendo los consejos de un embajador británico, se dirigió a Inglaterra, donde se sintió vivamente impresionado por los retratos de Van Dyck. Tras su regreso a París, se consagró a la pintura al pastel, probablemente influido por Rosalba Carriera, que se encontraba en la capital francesa en los años 1720-1721. Después de algunos experimentos técnicos fallidos, consiguió tal perfección que desbancó a todos sus competidores, incluido Jean-Baptiste Peronneau -su digno rival-, en los favores de la corte versallesca. En 1735, pintó el retrato de Voltaire al pastel, lo que le garantizó un gran renombre, es entonces cuando se le apodó "el príncipe de los pastelistas".
La Tour era un perfeccionista y empleaba mucho tiempo en la ejecución de sus obras, de tal modo que la Academia tuvo que esperar nueve años su trabajo de admisión. Su Retrato de Madame de Pompadour (Museo del Louvre, París) y el del Presidente de Rieux (Getty Center, Los Ángeles) constituyen algunos de los escasos retratos de cuerpo entero ejecutados al pastel. La Tour supo plasmar en los retratos de sus modelos con singular vivacidad no sólo el aspecto físico, sino los rasgos característicos de su personalidad. En 1750 fue nombrado consejero de la Real Academia de Pintura y Escultura de Luis XV. Se desconoce si trabajó en sus inicios la pintura al óleo, dado que sólo se han conservado sus pasteles. 
Hombre dotado de una viva inteligencia, gran caseur, fundó en Saint-Quentin, su ciudad natal, una escuela de dibujo, con becas de viaje para estímulo de jóvenes artistas, y en 1783 (antes de que su razón quedase obnubilada) protegió la Academia de Ciencias, Arte y Letras de Amiens. Lamentablemente para la Historia del arte, al morir loco y en soledad, su exclusivo método de fijación del pastel se ha perdido para siempre.

## Obra
Como otros grandes retratistas de su época (Rosalba Carriera, Marie-Louise-Élisabeth Vigée-Lebrun o Jean Siméon Chardin) Quentin de la Tour realizó retratos naturales. El personaje retratado se presenta cordial y sonriente, vivo y de ojos brillantes. Este efecto es fruto de la habilidad del artista.

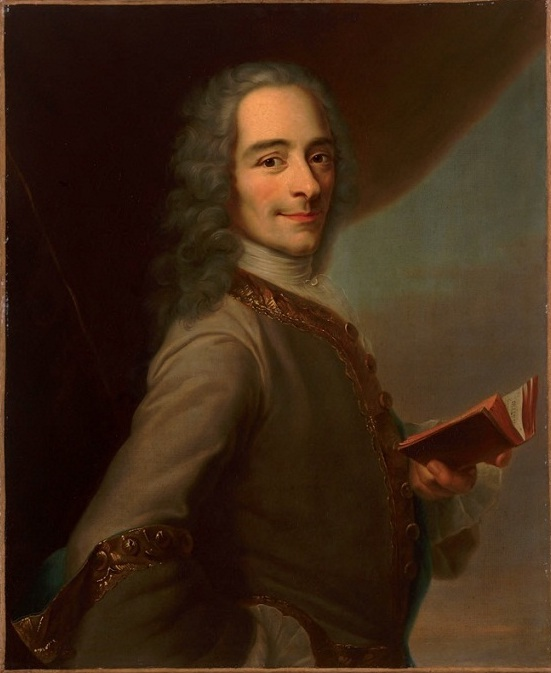
Voltaire
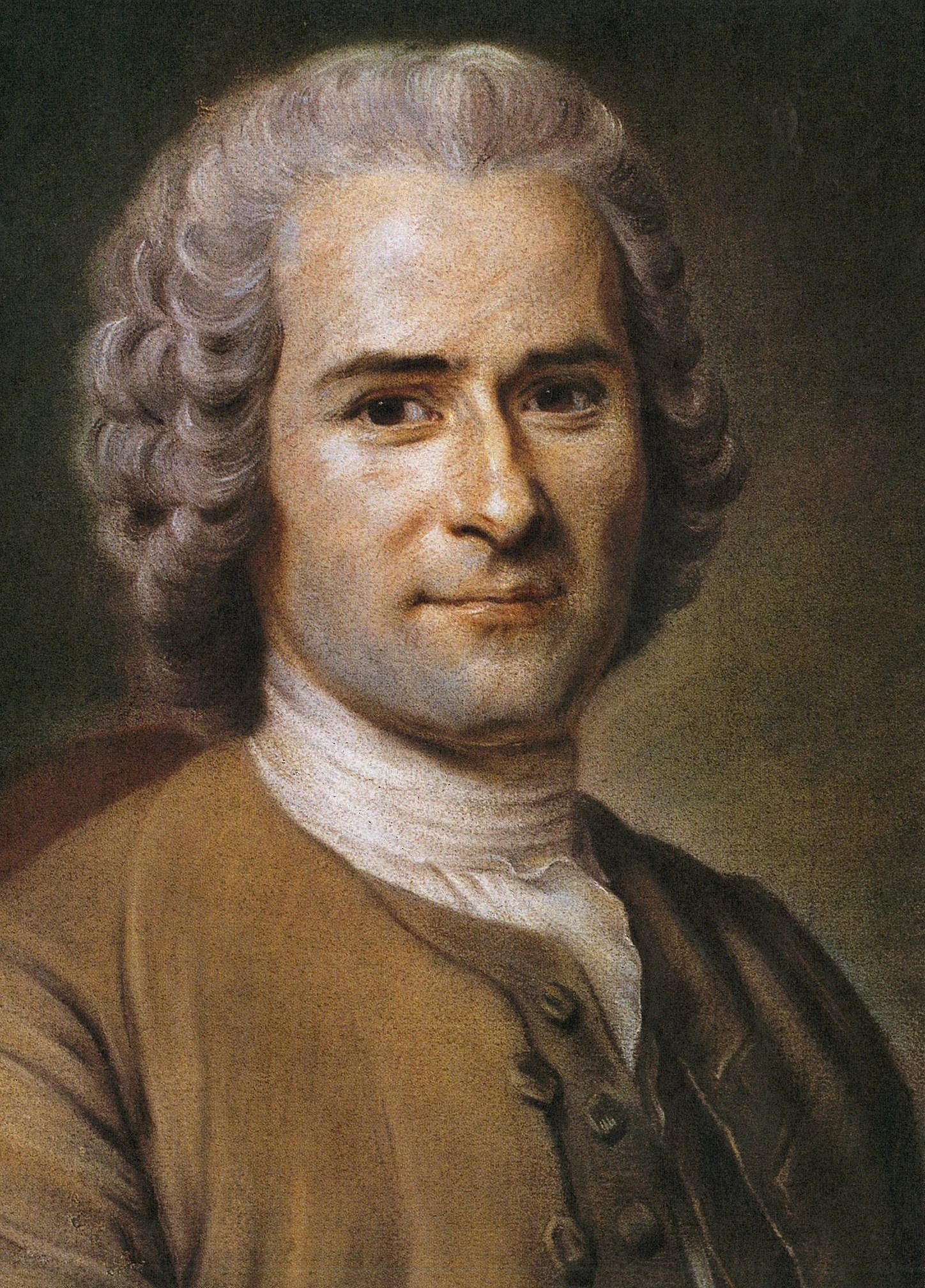
Jean-Jacques Rousseau , h. 1753 (Museo Antoine Lécuyer, Saint-Quentin).
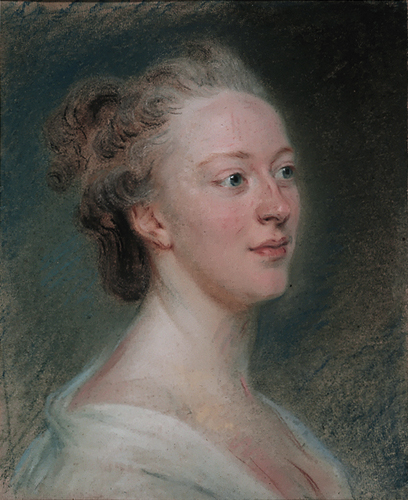
Isabelle de Charriere, h. 1766 (Museo de Arte e Historia de Ginebra).
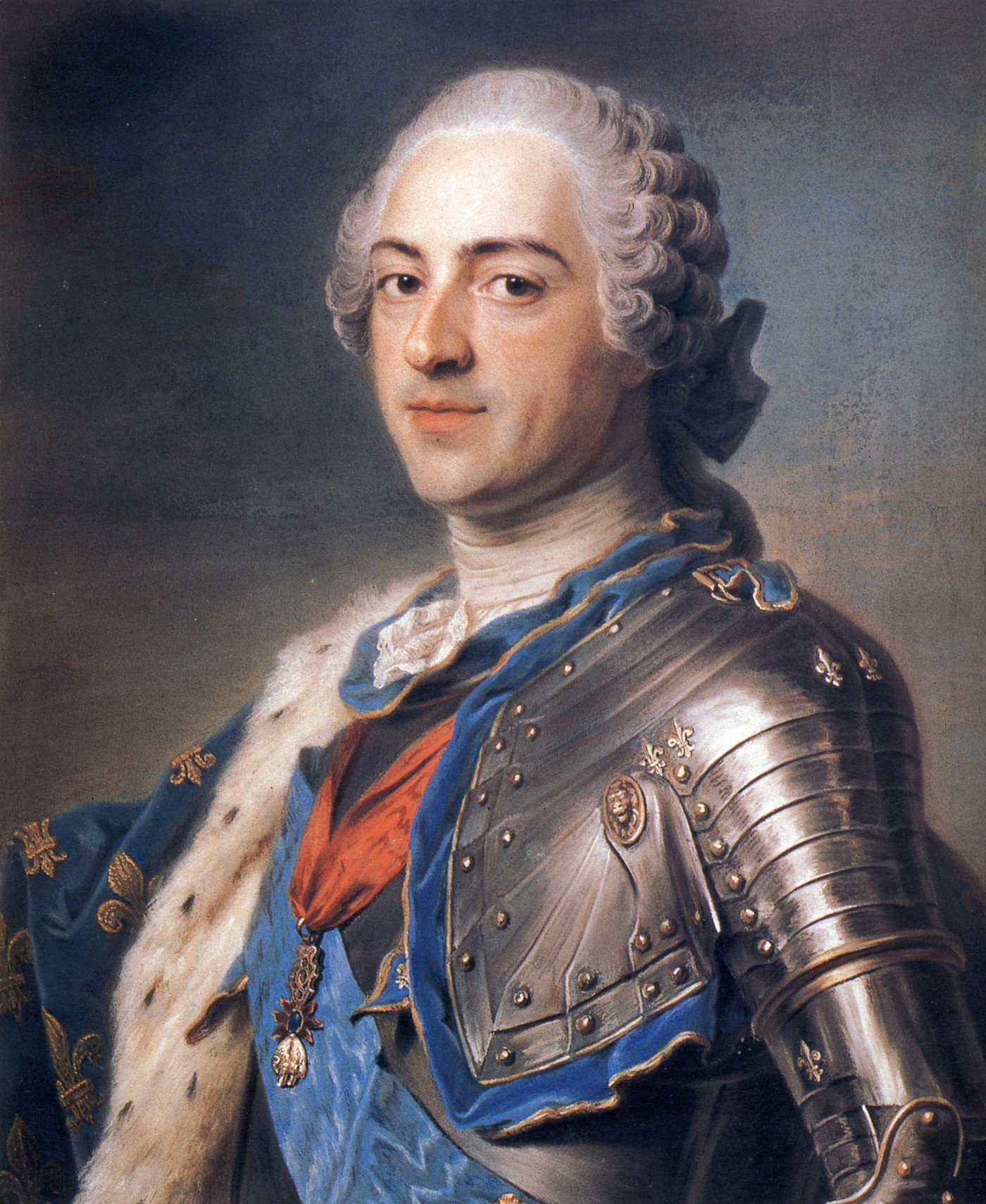
Luis XV de Borbón, Rey de Francia y Navarra, h. 1748 (Louvre, París).
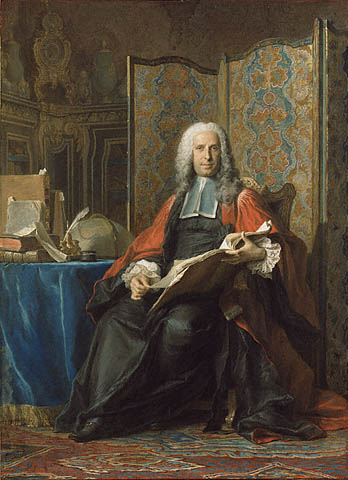
Gabriel Bernard de Rieux, 1739-1741 (Getty Center, Los Ángeles).
Madame de Pompadour, h. 1751 (Louvre, París).
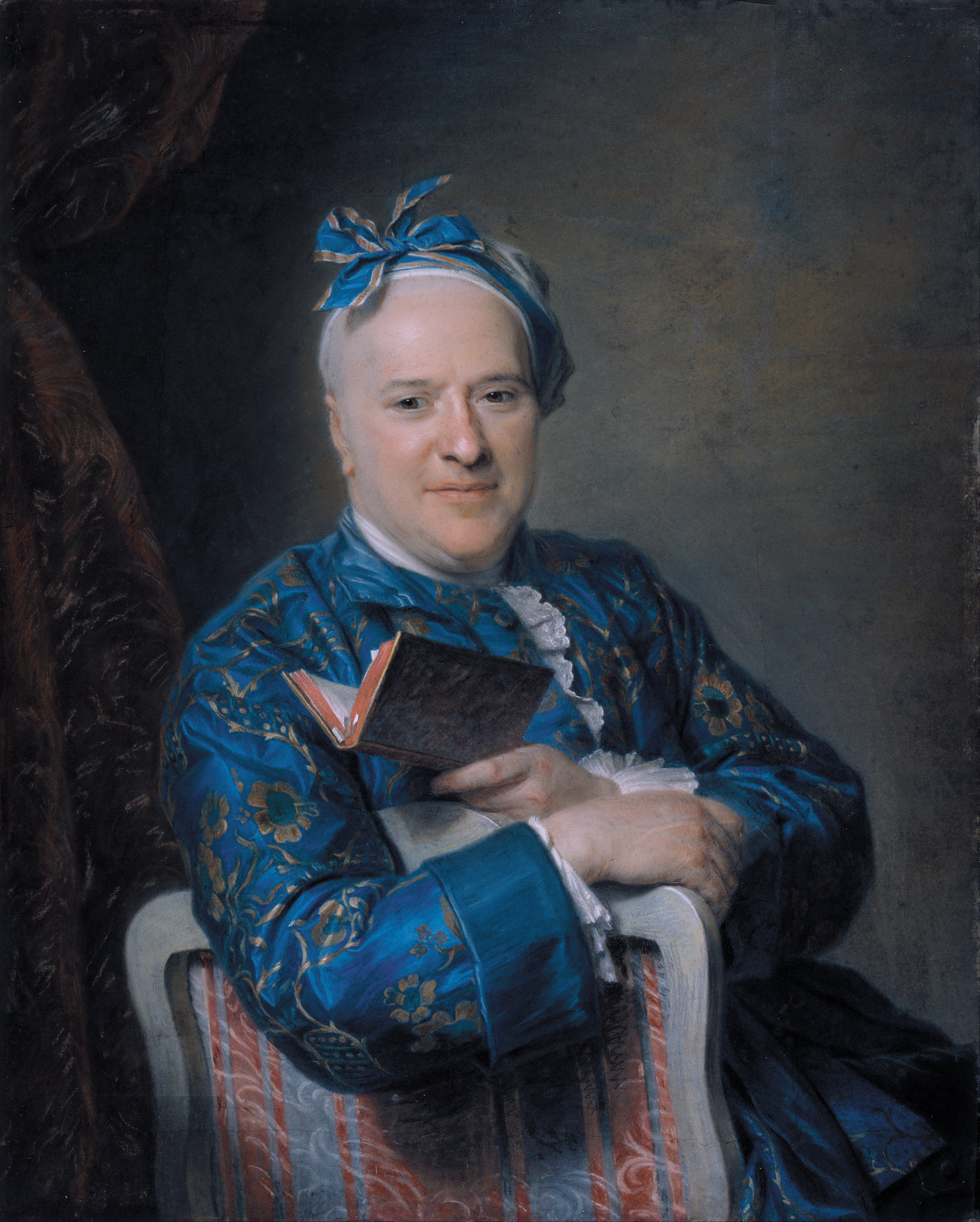
Retrato de Pierre-Louis Laideguive, MNAC, Barcelona
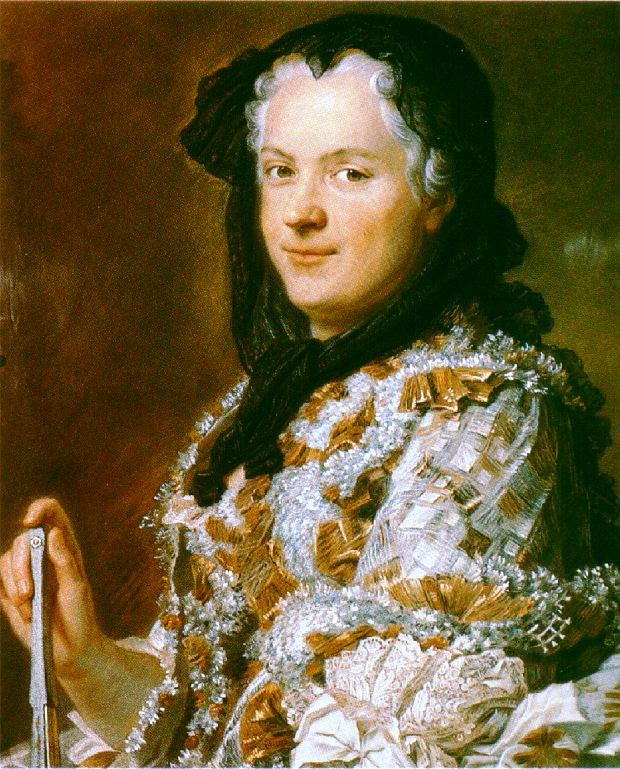
María Leszczynska, Reina de Francia.
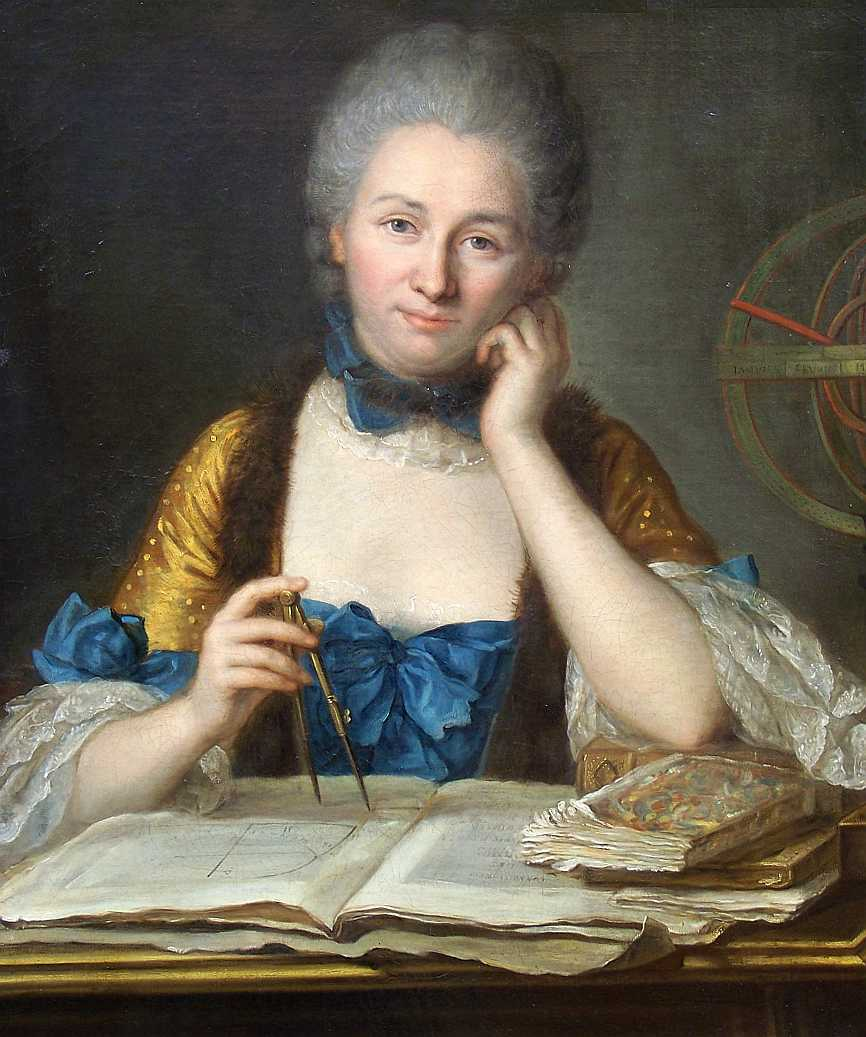
Émilie du Châtelet.